# Красный Октябрь (Гафурийский район)
Кра́сный Октя́брь (баш. Ҡыҙыл Октябрь) — деревня в Гафурийском районе Республики Башкортостан Российской Федерации. Входит в состав Мраковского сельсовета. 

## География
Деревня находится на берегу реки Белая.

### Географическое положение
Расстояние до:
- районного центра (Красноусольский): 34 км,
- центра сельсовета (Мраково): 4 км,
- ближайшей ж/д станции (Белое Озеро): 41 км.

## Население
| 2002 | 2009 | 2010 |
| ---- | ---- | ---- |
| 4    | ↗33  | ↘11  |

### Национальный состав
Согласно переписи 2002 года, преобладающая национальность — русские (100 %).